# Pandi Kristo
Pandi Kristo (ur. 29 czerwca 1914 w Korczy, zm. 2 października 1994 w Tiranie) – albański minister bez teki, żołnierz Armii Narodowo-Wyzwoleńczej.

## Życiorys
Z zawodu był szewcem. Do 1944 roku był dwukrotnie skazany na karę więzienia; za pierwszym w styczniu 1938, za drugim razem podczas okupacji włoskiej.
W 1943 roku został szefem struktur odpowiedzialnych za wewnętrzne bezpieczeństwo Armii Narodowo-Wyzwoleńczej, które w 1944 roku zostały oficjalnie powołane pod nazwą Sigurimi. Był również członkiem Komitetu Centralnego Komunistycznej Partii Albanii.
Po II wojnie światowej, w latach 1946-1947 przewodził Państwowej Komisji Kontroli. W 1948 roku był ministrem bez teki.
11 maja 1949 roku, wraz z Koçim Xoxe, Kristem Themelko i Nestim Kerenxhim zeznawał przed sądem wojskowym, by zeznawać w sprawie zdrady państwa, czynnego wspierania planu przejęcia kontroli nad Albanią przez Jugosławię oraz zerwania relacji ze Związkiem Radzieckim; Kristo uznał swoje poglądy za błędne, wyjaśniając, że był pod wpływem Koçiego Xoxe, Jugosławii i trockistów. Dnia 10 czerwca tego roku Kristo został skazany po raz trzeci w swoim życiu; otrzymał karę 20 lat pozbawienia wolności oraz utratę obywatelstwa na okres 5 lat, a jego rodzina została internowana. Kristo odbywał wyrok między innymi w Tiranie i w Burrelu. Został zwolniony z więzienia dnia 9 października 1963 roku, następnie zamieszkał w Lushnji, gdzie pracował w swoim zawodzie.
W 1991 roku przeniósł się do Tirany, gdzie był deputowanym do Zgromadzenia Ludowego. Został również odznaczony wieloma albańskimi orderami, jednak nie zrehabilitowano go.